# Teoscar Hernández
Teoscar José Hernández (Cotuí, 15 ottobre 1992) è un giocatore di baseball dominicano che gioca nei ruoli da esterno per i Los Angeles Dodgers della Major League Baseball (MLB).

## Carriera

### Inizi e Houston Astros
Hernández ha firmato con gli Houston Astros come free agent internazionale nel febbraio 2011. Ha debuttato professionalmente quella stagione con i Dominican Summer League Astros. Nel 2012 ha giocato con i Gulf Coast Astros a livello Rookie e i Lexington Legends della South Atlantic League, partecipando a 59 partite e registrando una media battuta di .243, cinque fuoricampo, 23 RBI e 11 basi rubate. Ha giocato l'intera stagione 2013 con i Quad City River Bandits (Class-A), battendo .271 con 13 fuoricampo, 55 RBI e 24 basi rubate. Durante l’offseason, Hernández ha disputato 23 partite con i Toros del Este nella Dominican Winter League.
Nel 2014 ha iniziato con i Lancaster JetHawks (Advanced-A) ed è stato promosso ai Corpus Christi Hooks (Double-A). In 119 partite, ha battuto .292 con 21 fuoricampo, 85 RBI e 33 basi rubate.
Hernández ha giocato tutta la stagione 2015 con Corpus Christi, con una media battuta di .219, 17 fuoricampo, 48 RBI e 33 basi rubate in 119 partite. Dopo la stagione, è stato selezionato per la nazionale della Repubblica Dominicana al WBSC Premier 12 del 2015 e ha iniziato la stagione 2016 con Corpus Christi, venendo promosso ai Fresno Grizzlies (Triple-A) a fine giugno.
Il 12 agosto 2016 gli Houston Astros hanno promosso Hernández in Major League, facendolo debuttare come esterno centro titolare contro i Toronto Blue Jays, partita nella quale ha registrato due valide in quattro turni. La sua prima valida in Major League è stata un fuoricampo su Francisco Liriano nel sesto inning. È rimasto con gli Astros fino alla fine della stagione 2016, battendo .230 con quattro fuoricampo e 11 RBI in 41 partite. Nelle minors ha battuto .307 in 107 partite, con 10 fuoricampo, 53 RBI e 34 basi rubate.
Nel 2017 Hernández è stato assegnato ai Fresno Grizzlies per iniziare la stagione, ma è stato richiamato il 25 aprile per sostituire l'infortunato Jake Marisnick. Tuttavia, si è infortunato in una collisione con José Altuve nella sua prima partita e ha subito un infortunio.

### Toronto Blue Jays
Il 31 luglio 2017 gli Astros hanno ceduto Hernández e Nori Aoki ai Toronto Blue Jays in cambio di Francisco Liriano. È stato assegnato ai Buffalo Bisons (Triple-A) e ha raggiunto i Blue Jays solo il 1º settembre. Il 10 settembre, Hernández ha battuto due fuoricampo contro i Detroit Tigers, il suo primo multi-fuoricampo in carriera. In 26 partite, ha battuto .261 con otto fuoricampo e 20 RBI.
Nel 2018 ha iniziato l'annata con i Buffalo Bisons, venendo richiamato il 13 aprile. Anche se ha faticato difensivamente, è emerso come uno dei migliori giocatori offensivi di Toronto, battendo 51 valide extra-base nelle prime 100 partite. In 134 partite, ha battuto .239 con 22 fuoricampo. Nel 2019 ha avuto difficoltà nei primi due mesi, battendo .189 con tre fuoricampo, venendo mandato in Triple-A il 16 maggio per due settimane. Ha concluso la stagione con una media di .230 e 26 fuoricampo in 125 partite.
Nel 2020, con i Blue Jays, Hernández ha battuto .289 con 16 fuoricampo e 34 RBI in 50 partite, vincendo il Silver Slugger Award per l'esterno destro in una stagione accorciata per via della pandemia di COVID-19. Ha anche debuttato nei play-off, con una valida in sette turni.
Nel 2021 Hernández è stato selezionato per la prima volta all'All-Star Game della MLB, finendo la stagione con una media di .296, 32 fuoricampo e 116 RBI, e ha vinto nuovamente il Silver Slugger per l'esterno destro.
Il 22 marzo 2022 ha firmato un contratto di 10,65 milioni di dollari con i Blue Jays, evitando l'arbitrato salariale. Ha battuto .267 con 25 fuoricampo e 77 RBI nella stagione, contribuendo con due fuoricampo nel secondo incontro della Wild Card Series.

### Seattle Mariners
Il 16 novembre 2022 i Blue Jays hanno scambiato Hernández ai Seattle Mariners per Erik Swanson e Adam Macko. Nel 2023 con i Mariners ha giocato 160 partite, battendo .258 con 26 fuoricampo e 93 RBI.

### Los Angeles Dodgers
Il 12 gennaio 2024 Hernández ha firmato un contratto di un anno da 23,5 milioni di dollari con i Los Angeles Dodgers. Ha vinto il premio di giocatore della settimana della National League nella settimana dal 3 al 9 giugno, battendo 9 su 25 con quattro fuoricampo. È stato selezionato per l’All-Star Game del 2024, il secondo in carriera, e ha vinto l'Home Run Derby, diventando il primo giocatore dei Dodgers a vincere la competizione. Ha concluso la stagione con una media di .272, 33 fuoricampo e 99 RBI in 154 partite.

## Palmarès

### Individuale
- MLB All-Star: 2

2021, 2024
- Vincitore dell'Home Run Derby: 1

2024